# Ola Balogun
Pour les articles homonymes, voir Balogun.
Ola Balogun est un réalisateur nigérian né en 1945.

## Biographie
Ola Balogun a fait ses études à l'Université de Dakar et de Caen, puis à l'Institut des hautes études cinématographiques (IDHEC) à Paris en 1968.  Il travaille ensuite à l'université d'Ife au Nigeria. Puis il dirige le Centre audiovisuel du musée de Lagos. Dans les années 1970, Ola Balogun est le réalisateur africain qui produira le plus de films, près de sept courts métrages et six longs métrages. Écrivain de recueil de poésie, de pièces de théâtre ou d'essais sur le cinéma, Ola Balogun est un artiste éclectique.
En 1973, Ola Balogun tourne Alpha, le premier long métrage réalisé par un cinéaste nigérian. L'interprète principal de ce film est le comédien sénégalais James Campbell-Badiane. À travers le parcours d'un intellectuel africain déraciné à Paris, Ola Balogun met en avant les difficultés de la diaspora. En 1975, Amadi, son second film est tourné en ibo, l'une des langues nationales du Nigeria. C'est l'histoire du retour d'un homme dans son village, qui mobilise la communauté pour développer la vie rurale. Le rôle principal est interprété par l'un des meilleurs acteurs nigérians, John Chukwu.
Dans son troisième film, en 1976, Ola Balogun s'inspire du théâtre yoruba. Il réalise Ajani-Ogun en collaboration avec le dramaturge Duro Ladipo (en). Le film raconte l'histoire d'un jeune chasseur, Ajani, qui décide de s'attaquer à un vieux politicien corrompu. Ola Balogun dénonce à travers ce film la corruption qui ronge le Nigeria. Il tourne ensuite en 1977 une comédie musicale en anglais, Musik-man, qui n'obtient pas le succès de son film précédent.
Son film suivant, Ija Ominira, est l'adaptation d'un roman de Adebayo Faleti. C'est l'histoire d'un roi autoritaire et cruel, chassé puis tué par son peuple. En 1978, Ola Balogun tourne La Déesse noire, film dans lequel il s'interroge sur l'identité africaine et la culture des descendants des esclaves d'Amérique latine. « Babatunde », un jeune nigérian qui appartient à une famille d'esclave rentre dans son pays d'origine après l'abolition de l'esclavage. Il promet à son père mourant qu'il ira au Brésil retrouver ces parents. Il part accompagné d'une statuette de la déesse Yemanja. Lors d'une cérémonie de candomblé, il va revivre une histoire d'amour vieille de deux siècles. Ola Balogun, s'interroge sur l'identité africaine et la culture des descendants des esclaves d'Amérique latine.
En 1979, le film Aiye reprend la veine du théâtre yoruba, Ola Balogun collabore pour ce projet avec l'écrivain Hubert Ogunde. Dans ce récit traditionnel, le bien incarné par les "Babalawo", des guérisseurs et des prêtres, est opposé au mal représenté par des sorciers. C'est une coproduction franco-nigériane. Ce long-métrage sera par la magie de ses effets spéciaux et la notoriété de ses acteurs un triomphe au Nigeria.
Cry Freedom, tourné au Ghana en 1980, est un film didactique sur les guerres de libération en Afrique. Il est bien reçu par les intellectuels mais boudé du public.
Avec Orun Mooru en 1982, Balogun revient au théâtre yoruba en collaboration avec l'écrivain Moses Adejumo. La même année, il tourne ''Money Power'', le film met en scène un journaliste licencié puis emprisonné pour avoir critiqué un dirigeant politique. C'est une satire de la société nigériane et une dénonciation de la corruption des dirigeants du pays.
Depuis, Ola Balogun tourne des films documentaires comme Au cœur du Nigeria, où il exprime la continuité de la culture africaine.

## Filmographie
- 1971 : Les Ponts de Paris, court métrage
- 1971 : In the Beginning, court métrage
- 1971 : Vivre, court métrage
- 1972 : Eastern Nideria revisited, court métrage
- 1972 : Fire in the Afternoon, court métrage
- 1973 : Nyse Masquerade, court métrage
- 1973 : Thundergod Ownama, court métrage[6]
- 1973 : Alpha, fiction long métrage
- 1975 : Amadi, fiction long métrage
- 1976 : Ajani Ogun, 120 min, fiction long métrage
- 1977 : Muzik Man, fiction long métrage
- 1977 : Ija Ominira, fiction long métrage
- 1978 : Black Goddess, titre français La Déesse noire, 150 min, fiction long métrage
- 1979 : Aiye, fiction long métrage
- 1980 : Cry Freedom, 70 min, fiction long métrage
- 1982 : Orun Mooru, fiction long métrage
- 1982 : Money Power, 150 min, fiction long métrage
- 1989 : River Niger, Black Mother, titre français Le Fleuve Niger, mère noire, 43 min, documentaire
- 1993 : The Magic of Nigeria, titre français Au cœur du Nigeria, 29 min, documentaire